# Горизонт оружия
Горизо́нт ору́жия – горизонтальная плоскость, проходящая через точку вылета пули, снаряда или другого боеприпаса. Понятие широко применяется в военном деле и производстве стрелкового вооружения.
Траектория полёта пули (снаряда и др.) дважды пересекает горизонт оружия: в точке вылета и в точке падения. Точка вылета является началом траектории полёта, точка падения – концом.